# Rafael Márquez
Rafael Márquez Álvarez (Zamora, 13 febbraio 1979) è un allenatore di calcio ed ex calciatore messicano, di ruolo difensore, assistente tecnico della nazionale messicana.
È considerato da molti il miglior difensore della storia del Messico e uno dei migliori giocatori messicani di tutti i tempi.
Insieme ad Antonio Carbajal, Lothar Matthäus, Gianluigi Buffon, Lionel Messi, Cristiano Ronaldo, Guillermo Ochoa e Andres Guardado detiene il record di cinque partecipazioni al campionato mondiale di calcio.

## Biografia
Possiede il passaporto spagnolo. Anche suo padre, Rafael Márquez Esqueda, è stato un calciatore professionista. Ha sposato l'attrice messicana Adriana Lavat nel dicembre 2001, dalla quale ha avuto due figli: Santiago Rafael e Rafaela; si è separato da lei nel 2007 e successivamente ha divorziato. Attualmente è sposato con Jaydy Michel, ex moglie del cantante Alejandro Sanz. Ha un cugino più piccolo, Luis, anche lui un calciatore professionista.
Il 9 agosto 2017, è stato riferito che Marquez era tra le 22 persone indagate ai sensi del Foreign Narcotics Kingpin Designation Act (noto anche come "Kingpin Act") dal Dipartimento del tesoro degli Stati Uniti d'America per presunti legami con un'organizzazione del traffico di droga presumibilmente guidata da Raúl Flores Hernández, un sospetto trafficante di droga con legami con il cartello di Sinaloa e con il cartello di nuova generazione di Jalisco. Fu inserito in un elenco di cittadini appositamente designati dall'Office of Foreign Assets Control del Dipartimento del Tesoro(OFAC). Nove aziende, tra cui una scuola di calcio e una fondazione di beneficenza, sono state collegate a Márquez dall'OFAC. Tutte le 22 persone sono state accusate di fornire sostegno o di essere sotto il controllo di Flores Hernández.
Secondo l'OFAC, Márquez ha condotto il riciclaggio di denaro agendo come un punto di riferimento per Flores Hernández e la sua organizzazione criminale. Hanno affermato che Márquez ha utilizzato gli uomini d'affari Mauricio Heredia Horner e Marco Antonio Fregoso González per agire per suo conto. I beni di Márquez "che sono sotto la giurisdizione degli Stati Uniti o sono sotto il controllo di persone statunitensi" sarebbero bloccati. L'ufficio della procura generale messicana dichiara che Márquez è venuto volontariamente nei loro uffici per fornire una dichiarazione lo stesso giorno.

## Caratteristiche tecniche
Soprannominato El Gran Capitán, era un difensore centrale, ma poteva giocare anche come mediano davanti alla difesa.
Anche se considerato uno dei migliori calciatori messicani di tutti i tempi, Márquez è anche visto come una figura controversa nei media messicani per la sua indisciplina durante le partite cruciali con il Messico.

## Carriera

### Giocatore

#### Club

##### Gli inizi
Márquez iniziò la sua carriera assieme al fratello Carlos Mauricio nella squadra messicana dell'Atlas de Guadalajara, con la quale debuttò nel 1996 a 17 anni. L'anno successivo venne convocato per la prima volta dalla nazionale messicana. Márquez giocò in totale 77 partite con l'Atlas, prima di venir ceduto nel 1999 ai francesi del Monaco, che sborsarono 6 milioni di dollari; Márquez ottenne un successo immediato nella nuova società, vincendo il campionato francese già al suo primo anno con i monegaschi.

##### Barcellona

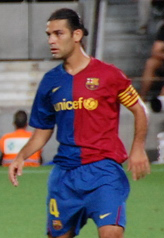
Márquez con la maglia del Barcellona nel 2008

Nonostante il corteggiamento delle grandi squadre, Márquez rimase al Monaco fino al 2003, quando venne acquistato dal Barcellona per 5 milioni di euro.
Nella sua prima stagione a Barcellona (2003-04), Márquez ottenne 22 presenze, ma sfiorò il successo in campionato con i blaugrana, che finirono secondi dietro il Valencia. Nella stagione seguente (2004-05), il calciatore messicano venne spostato dalla posizione di difensore centrale a quella di centrocampista arretrato, per via degli infortuni che colpirono Thiago Motta, Edmílson e Gerard López; con questo cambio, Márquez si rivelò uno dei giocatori chiave che permisero al Barcellona di conquistare il suo 17º titolo di Campione di Spagna il 14 maggio 2005.
Nella stagione 2005-2006, nonostante abbia subito un infortunio al ginocchio sinistro, ha bissato il successo in Liga, a cui si è aggiunta la conquista della Champions League ai danni dell'Arsenal, trionfo che lo ha reso il primo calciatore messicano a vincere il massimo trofeo continentale europeo.
A fine luglio 2010 conclude la sua esperienza a Barcellona rescindendo consensualmente il contratto con la società catalana.

##### New York Red Bulls

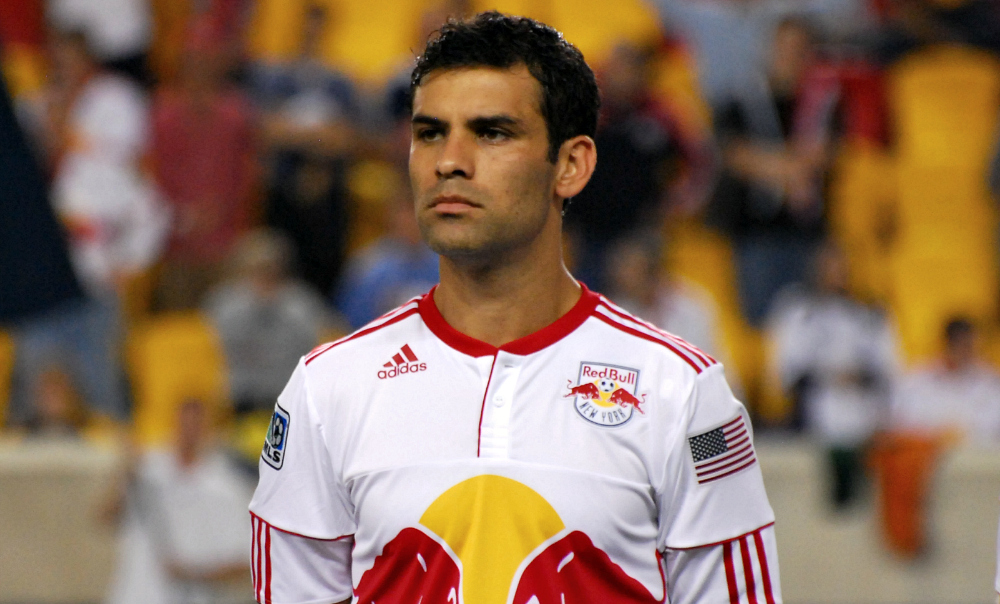
Márquez con la maglia dei New York Red Bulls nel 2011

Il 2 agosto 2010 si lega ai New York Red Bulls, squadra in cui milita per tre stagioni.

##### León
Il 13 dicembre 2012, dopo 42 partite giocate con i New York Red Bulls, annuncia la risoluzione consensuale del contratto. Il giorno dopo Márquez firma un accordo biennale con il León, squadra messicana che disputerà la Coppa Libertadores. In seguito alle proteste dei tifosi dell'Atlas, che hanno accusato il giocatore di poca fedeltà verso la squadra che l'ha lanciato nel grande calcio, Márquez ha spiegato che, pur desiderando fortemente tornare nell'Atlas, lo stipendio che la dirigenza rossonera gli aveva proposto era troppo basso, soprattutto rispetto a quello dei giocatori stranieri nella squadra, facendogli così pensare che la squadra non fosse interessata a lui.

##### Hellas Verona, ritorno all'Atlas e ritiro
Il 4 agosto 2014 viene acquistato dalla società italiana del Verona. Sceglie di indossare la maglia numero 4. Il primo anno colleziona 26 presenze senza mai andare in rete, ottenendo anche 3 espulsioni in campionato, primato stagionale.
Il 21 dicembre 2015 la squadra messicana dell'Atlas, con la quale Márquez aveva esordito da professionista nel 1996, ufficializza il trasferimento dal Verona a titolo definitivo. Il 28 aprile 2018 gioca la sua ultima gara con l'Atlas in una gara contro il Pachuca, terminata 0-0.

#### Nazionale

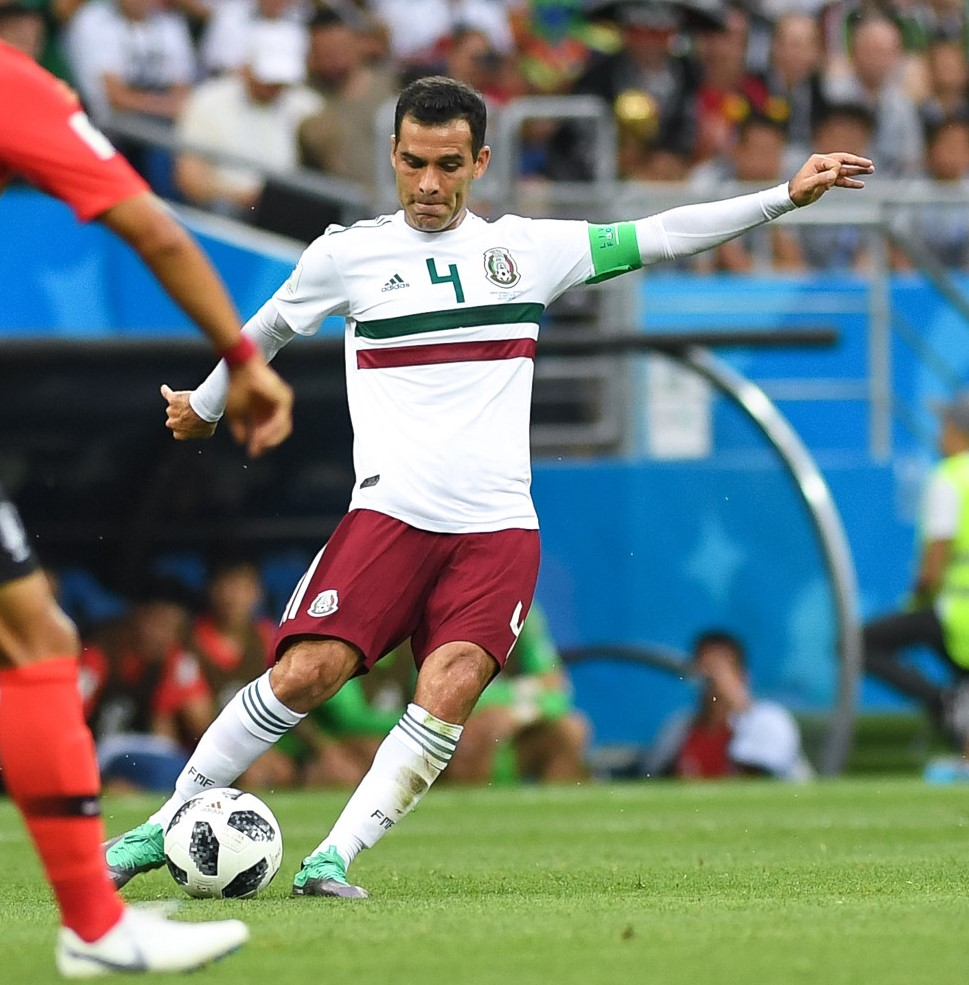
Márquez durante il campionato mondiale 2018, nella gara contro la Corea del Sud

A partire dal suo debutto con la nazionale messicana il 5 febbraio 1997 contro l'Ecuador, Márquez si è rivelato uno dei migliori calciatori messicani di tutti di tempi, assumendo la fascia di capitano, con cui ha disputato sia il Mondiale del 2002 in Giappone e Corea del Sud, sia il Mondiale del 2006 in Germania; in quest'ultimo, il difensore ha giocato tutte le partite, segnando la rete che aveva portato momentaneamente in vantaggio il Messico nell'ottavo di finale perso 2-1 contro l'Argentina.
Nell'edizione successiva dei mondiali, Márquez segna la rete del pareggio nella gara inaugurale del Mondiale del 2010 tra Sudafrica e Messico. Il 5 giugno 2011 esordisce in CONCACAF Gold Cup contro l'El Salvador; gioca tutte le partite del torneo, concluso con la vittoria nella finale contro gli Stati Uniti. Convocato per la Coppa del mondo 2014, va a segno nella terza partita del girone eliminatorio, vinta 3-1 contro la Croazia, mettendo a segno il gol del vantaggio messicano. Viene convocato per la Copa América Centenario negli Stati Uniti, competizione in cui il 5 giugno 2016 sigla un gol nella vittoria per 3-1 contro l'Uruguay, prima gara del girone.
Convocato per il Mondiale 2018, debutta nella competizione il 19 giugno contro la Germania, subentrando al 74º minuto al posto di Andrés Guardado: con questa presenza eguaglia il record di Antonio Carbajal e Lothar Matthäus, unici giocatori scesi in campo in 5 edizioni dei campionati del mondo. Il 2 luglio, al termine dell'incontro con il Brasile perso per 2-0, si ritira ufficialmente dal calcio giocato.

### Dirigente
Il 7 agosto 2018 diventa presidente dell'Atlas. Resta in carica fino a giugno 2019.

### Allenatore
Dopo una parentesi come commentatore sportivo, il 4 agosto 2020 viene nominato allenatore dell'Under-16 del Alcalá. Il 22 marzo 2021 lascia l'Alcalà.
Il 14 luglio 2022 viene annunciato come nuovo tecnico del Barcellona Atlètic. Rimane in carica due stagioni, fino al 21 luglio 2024, quando risolve il contratto con la società catalana.

#### Nazionale messicana
Il 23 luglio 2024, dopo aver risolto il contratto con la formazione spagnola, viene ufficializzato il suo ingaggio come vice allenatore di Javier Aguirre, nuovo commissario tecnico della nazionale messicana.

## Statistiche

### Presenze e reti nei club
| Stagione              | Squadra               | Campionato            | Campionato | Campionato | Coppe nazionali | Coppe nazionali | Coppe nazionali | Coppe continentali | Coppe continentali | Coppe continentali | Altre coppe | Altre coppe | Altre coppe | Totale | Totale |
| Stagione              | Squadra               | Comp                  | Pres       | Reti       | Comp            | Pres            | Reti            | Comp               | Pres               | Reti               | Comp        | Pres        | Reti        | Pres   | Reti   |
| --------------------- | --------------------- | --------------------- | ---------- | ---------- | --------------- | --------------- | --------------- | ------------------ | ------------------ | ------------------ | ----------- | ----------- | ----------- | ------ | ------ |
| 1996-1997             | Atlas                 | PD                    | 24         | 2          | CM              | 0               | 0               | -                  | -                  | -                  | -           | -           | -           | 24     | 2      |
| 1997-1998             | Atlas                 | PD                    | 20         | 1          | -               | -               | -               | -                  | -                  | -                  | -           | -           | -           | 20     | 1      |
| 1998-1999             | Atlas                 | PD                    | 33         | 3          | -               | -               | -               | -                  | -                  | -                  | -           | -           | -           | 33     | 3      |
| 1999-2000             | Monaco                | D1                    | 23         | 3          | CF+CdL          | 2+2             | 0               | CU                 | 6                  | 0                  | -           | -           | -           | 33     | 3      |
| 2000-2001             | Monaco                | D1                    | 15         | 1          | CF+CdL          | 0+3             | 0               | UCL                | 4                  | 0                  | -           | -           | -           | 22     | 1      |
| 2001-2002             | Monaco                | D1                    | 21         | 0          | CF+CdL          | 3+2             | 0               | -                  | -                  | -                  | -           | -           | -           | 26     | 0      |
| 2002-2003             | Monaco                | L1                    | 30         | 1          | CF+CdL          | 0+3             | 0               | -                  | -                  | -                  | -           | -           | -           | 33     | 1      |
| Totale Monaco         | Totale Monaco         | Totale Monaco         | 89         | 5          |                 | 15              | 0               |                    | 10                 | 0                  |             | -           | -           | 114    | 5      |
| 2003-2004             | Barcellona            | PD                    | 22         | 1          | CR              | 6               | 0               | CU                 | 3                  | 0                  | -           | -           | -           | 31     | 1      |
| 2004-2005             | Barcellona            | PD                    | 34         | 3          | CR              | 1               | 0               | UCL                | 6                  | 0                  | -           | -           | -           | 41     | 3      |
| 2005-2006             | Barcellona            | PD                    | 25         | 0          | CR              | 3               | 1               | UCL                | 8                  | 0                  | SS          | 1           | 0           | 37     | 1      |
| 2006-2007             | Barcellona            | PD                    | 21         | 1          | CR              | 5               | 0               | UCL                | 6                  | 0                  | SS+SU+Cmc   | 2+1+2       | 0+0+1       | 37     | 2      |
| 2007-2008             | Barcellona            | PD                    | 23         | 2          | CR              | 5               | 0               | UCL                | 8                  | 0                  | -           | -           | -           | 36     | 2      |
| 2008-2009             | Barcellona            | PD                    | 23         | 1          | CR              | 4               | 1               | UCL                | 10                 | 1                  | -           | -           | -           | 37     | 3      |
| 2009-2010             | Barcellona            | PD                    | 15         | 1          | CR              | 3               | 0               | UCL                | 4                  | 0                  | SS+SU+Cmc   | 0+0+1       | 0           | 23     | 1      |
| Totale Barcellona     | Totale Barcellona     | Totale Barcellona     | 163        | 9          |                 | 27              | 2               |                    | 45                 | 1                  |             | 7           | 1           | 242    | 13     |
| 2010                  | N.Y. Red Bulls        | MLS                   | 10+2       | 1+0        | USOC            | 0               | 0               | -                  | -                  | -                  | -           | -           | -           | 12     | 1      |
| 2011                  | N.Y. Red Bulls        | MLS                   | 19+2       | 0          | USOC            | 0               | 0               | -                  | -                  | -                  | -           | -           | -           | 21     | 0      |
| 2012                  | N.Y. Red Bulls        | MLS                   | 15+2       | 0          | USOC            | 0               | 0               | -                  | -                  | -                  | -           | -           | -           | 17     | 0      |
| Totale N.Y. Red Bulls | Totale N.Y. Red Bulls | Totale N.Y. Red Bulls | 44+6       | 1+0        |                 | 0               | 0               |                    | -                  | -                  |             | -           | -           | 50     | 1      |
| 2012-2013             | León                  | PD                    | 13         | 0          | CM              | -               | -               | CL                 | 1                  | 0                  | -           | -           | -           | 14     | 0      |
| 2013-2014             | León                  | PD                    | 35         | 1          | CM              | 0               | 0               | CL                 | 7                  | 0                  | -           | -           | -           | 42     | 1      |
| ago. 2014             | León                  | PD                    | 2          | 0          | CM              | 0               | 0               | -                  | -                  | -                  | -           | -           | -           | 2      | 0      |
| Totale León           | Totale León           | Totale León           | 50         | 1          |                 | 0               | 0               |                    | 8                  | 0                  |             | -           | -           | 58     | 1      |
| 2014-2015             | Verona                | A                     | 26         | 0          | CI              | 3               | 0               | -                  | -                  | -                  | -           | -           | -           | 29     | 0      |
| 2015-gen. 2016        | Verona                | A                     | 9          | 0          | CI              | 1               | 0               | -                  | -                  | -                  | -           | -           | -           | 10     | 0      |
| Totale Hellas Verona  | Totale Hellas Verona  | Totale Hellas Verona  | 35         | 0          |                 | 4               | 0               |                    | -                  | -                  |             | -           | -           | 39     | 0      |
| gen.-giu. 2016        | Atlas                 | PD                    | 14         | 1          | CM              | 0               | 0               | -                  | -                  | -                  | -           | -           | -           | 14     | 1      |
| 2016-2017             | Atlas                 | PD                    | 23         | 0          | CM              | 0               | 0               | -                  | -                  | -                  | -           | -           | -           | 23     | 0      |
| 2017-2018             | Atlas                 | PD                    | 21         | 0          | CM              | 0               | 0               | -                  | -                  | -                  | -           | -           | -           | 21     | 0      |
| Totale Atlas          | Totale Atlas          | Totale Atlas          | 135        | 7          |                 | 0               | 0               |                    | -                  | -                  |             | -           | -           | 135    | 7      |
| Totale carriera       | Totale carriera       | Totale carriera       | 522        | 23         |                 | 46              | 2               |                    | 63                 | 1                  |             | 7           | 1           | 638    | 27     |

### Cronologia presenze e reti in nazionale
| Cronologia completa delle presenze e delle reti in nazionale ― Messico | Cronologia completa delle presenze e delle reti in nazionale ― Messico | Cronologia completa delle presenze e delle reti in nazionale ― Messico | Cronologia completa delle presenze e delle reti in nazionale ― Messico | Cronologia completa delle presenze e delle reti in nazionale ― Messico | Cronologia completa delle presenze e delle reti in nazionale ― Messico | Cronologia completa delle presenze e delle reti in nazionale ― Messico | Cronologia completa delle presenze e delle reti in nazionale ― Messico |
| Data                                                                   | Città                                                                  | In casa                                                                | Risultato                                                              | Ospiti                                                                 | Competizione                                                           | Reti                                                                   | Note                                                                   |
| ---------------------------------------------------------------------- | ---------------------------------------------------------------------- | ---------------------------------------------------------------------- | ---------------------------------------------------------------------- | ---------------------------------------------------------------------- | ---------------------------------------------------------------------- | ---------------------------------------------------------------------- | ---------------------------------------------------------------------- |
| 5-2-1997                                                               | Città del Messico                                                      | Messico                                                                | 3 – 1                                                                  | Ecuador                                                                | Amichevole                                                             | -                                                                      | 61’                                                                    |
| 19-2-1999                                                              | Hong Kong                                                              | Messico                                                                | 3 – 0                                                                  | Egitto                                                                 | Lunar New Year Cup 1999 - Finale                                       | 1                                                                      |                                                                        |
| 16-6-1999                                                              | Seul                                                                   | Croazia                                                                | 2 – 1                                                                  | Messico                                                                | President's Cup 1999                                                   | -                                                                      |                                                                        |
| 18-6-1999                                                              | Seul                                                                   | Messico                                                                | 2 – 0                                                                  | Egitto                                                                 | President's Cup 1999                                                   | -                                                                      |                                                                        |
| 30-6-1999                                                              | Ciudad del Este                                                        | Cile                                                                   | 1 – 0                                                                  | Messico                                                                | Coppa America 1999 - 1º turno                                          | -                                                                      |                                                                        |
| 10-7-1999                                                              | Asunción                                                               | Perù                                                                   | 3 – 3 dts (2 – 4 dtr)                                                  | Messico                                                                | Coppa America 1999 - Quarti di finale                                  | -                                                                      |                                                                        |
| 14-7-1999                                                              | Ciudad del Este                                                        | Brasile                                                                | 2 – 0                                                                  | Messico                                                                | Coppa America 1999 - Semifinale                                        | -                                                                      |                                                                        |
| 17-7-1999                                                              | Asunción                                                               | Cile                                                                   | 1 – 2                                                                  | Messico                                                                | Coppa America 1999 - Finale 3º posto                                   | -                                                                      | 90’                                                                    |
| 24-7-1999                                                              | Città del Messico                                                      | Messico                                                                | 5 – 1                                                                  | Arabia Saudita                                                         | Conf. Cup 1999 - 1º turno                                              | -                                                                      |                                                                        |
| 27-7-1999                                                              | Città del Messico                                                      | Messico                                                                | 2 – 2                                                                  | Egitto                                                                 | Conf. Cup 1999 - 1º turno                                              | -                                                                      |                                                                        |
| 29-7-1999                                                              | Città del Messico                                                      | Messico                                                                | 1 – 0                                                                  | Bolivia                                                                | Conf. Cup 1999 - 1º turno                                              | -                                                                      |                                                                        |
| 1-8-1999                                                               | Città del Messico                                                      | Messico                                                                | 1 – 0 dts                                                              | Stati Uniti                                                            | Conf. Cup 1999 - Semifinale                                            | -                                                                      |                                                                        |
| 4-8-1999                                                               | Città del Messico                                                      | Messico                                                                | 4 – 3                                                                  | Brasile                                                                | Conf. Cup 1999 - Finale                                                | -                                                                      |                                                                        |
| 16-8-1999                                                              | Xanthi                                                                 | Grecia                                                                 | 3 – 2                                                                  | Messico                                                                | Amichevole                                                             | 1                                                                      |                                                                        |
| 5-2-2000                                                               | Hong Kong                                                              | Messico                                                                | 1 – 0                                                                  | Giappone                                                               | Lunar New Year Cup 2000 - Semifinale                                   | -                                                                      |                                                                        |
| 8-2-2000                                                               | Hong Kong                                                              | Messico                                                                | 1 – 2                                                                  | Rep. Ceca                                                              | Lunar New Year Cup 2000 - Finale                                       | -                                                                      | 39’                                                                    |
| 13-2-2000                                                              | San Diego                                                              | Messico                                                                | 4 – 0                                                                  | Trinidad e Tobago                                                      | Gold Cup 2000 - 1º turno                                               | 1                                                                      |                                                                        |
| 17-2-2000                                                              | Los Angeles                                                            | Messico                                                                | 1 – 1                                                                  | Guatemala                                                              | Gold Cup 2000 - 1º turno                                               | -                                                                      |                                                                        |
| 20-2-2000                                                              | San Diego                                                              | Messico                                                                | 1 – 2 dts                                                              | Canada                                                                 | Gold Cup 2000 - Quarti di finale                                       | -                                                                      |                                                                        |
| 5-7-2000                                                               | Monterrey                                                              | Messico                                                                | 2 – 1                                                                  | Venezuela                                                              | Amichevole                                                             | -                                                                      |                                                                        |
| 16-7-2000                                                              | Panama                                                                 | Panama                                                                 | 0 – 1                                                                  | Messico                                                                | Qual. Mondiali 2002                                                    | -                                                                      |                                                                        |
| 23-7-2000                                                              | Port of Spain                                                          | Trinidad e Tobago                                                      | 1 – 0                                                                  | Messico                                                                | Qual. Mondiali 2002                                                    | -                                                                      |                                                                        |
| 15-8-2000                                                              | Città del Messico                                                      | Messico                                                                | 2 – 0                                                                  | Canada                                                                 | Qual. Mondiali 2002                                                    | -                                                                      |                                                                        |
| 3-9-2000                                                               | Città del Messico                                                      | Messico                                                                | 7 – 1                                                                  | Panama                                                                 | Qual. Mondiali 2002                                                    | 1                                                                      |                                                                        |
| 28-2-2001                                                              | Columbus                                                               | Stati Uniti                                                            | 2 – 0                                                                  | Messico                                                                | Qual. Mondiali 2002                                                    | -                                                                      | 36’ 69’                                                                |
| 7-3-2001                                                               | Guadalajara                                                            | Messico                                                                | 3 – 3                                                                  | Brasile                                                                | Amichevole                                                             | -                                                                      | 79’                                                                    |
| 25-3-2001                                                              | Città del Messico                                                      | Messico                                                                | 4 – 0                                                                  | Giamaica                                                               | Amichevole                                                             | -                                                                      |                                                                        |
| 25-4-2001                                                              | Port of Spain                                                          | Trinidad e Tobago                                                      | 1 – 1                                                                  | Messico                                                                | Qual. Mondiali 2002                                                    | -                                                                      | 19’, 74’                                                               |
| 20-6-2001                                                              | San Pedro Sula                                                         | Honduras                                                               | 3 – 1                                                                  | Messico                                                                | Qual. Mondiali 2002                                                    | -                                                                      | 56’                                                                    |
| 12-7-2001                                                              | Cali                                                                   | Messico                                                                | 1 – 0                                                                  | Brasile                                                                | Coppa America 2001 - 1º turno                                          | -                                                                      |                                                                        |
| 15-7-2001                                                              | Cali                                                                   | Messico                                                                | 0 – 0                                                                  | Paraguay                                                               | Coppa America 2001 - 1º turno                                          | -                                                                      |                                                                        |
| 22-7-2001                                                              | Pereira                                                                | Messico                                                                | 2 – 0                                                                  | Cile                                                                   | Coppa America 2001 - Quarti di finale                                  | -                                                                      |                                                                        |
| 25-7-2001                                                              | Pereira                                                                | Messico                                                                | 2 – 1                                                                  | Uruguay                                                                | Coppa America 2001 - Semifinale                                        | -                                                                      | 23’ 62’                                                                |
| 2-9-2001                                                               | Kingston                                                               | Giamaica                                                               | 1 – 2                                                                  | Messico                                                                | Qual. Mondiali 2002                                                    | -                                                                      |                                                                        |
| 5-9-2001                                                               | Città del Messico                                                      | Messico                                                                | 3 – 0                                                                  | Messico                                                                | Qual. Mondiali 2002                                                    | -                                                                      |                                                                        |
| 7-10-2001                                                              | San José                                                               | Costa Rica                                                             | 0 – 0                                                                  | Messico                                                                | Qual. Mondiali 2002                                                    | -                                                                      |                                                                        |
| 17-4-2002                                                              | East Rutherford                                                        | Bulgaria                                                               | 0 – 1                                                                  | Messico                                                                | Amichevole                                                             | -                                                                      | 88’                                                                    |
| 12-5-2002                                                              | Città del Messico                                                      | Messico                                                                | 2 – 1                                                                  | Colombia                                                               | Amichevole                                                             | 1                                                                      | 68’                                                                    |
| 16-5-2002                                                              | San Francisco                                                          | Messico                                                                | 1 – 0                                                                  | Bolivia                                                                | Amichevole                                                             | -                                                                      |                                                                        |
| 3-6-2002                                                               | Niigata                                                                | Croazia                                                                | 0 – 1                                                                  | Messico                                                                | Mondiali 2002 - 1º turno                                               | -                                                                      | cap.                                                                   |
| 9-6-2002                                                               | Sendai                                                                 | Messico                                                                | 2 – 1                                                                  | Ecuador                                                                | Mondiali 2002 - 1º turno                                               | -                                                                      | cap.                                                                   |
| 13-6-2002                                                              | Ōita                                                                   | Italia                                                                 | 1 – 1                                                                  | Messico                                                                | Mondiali 2002 - 1º turno                                               | -                                                                      | cap.                                                                   |
| 18-6-2002                                                              | Jeonju                                                                 | Stati Uniti                                                            | 2 – 0                                                                  | Messico                                                                | Mondiali 2002 - Ottavi di finale                                       | -                                                                      | cap. 88’                                                               |
| 12-2-2003                                                              | Phoenix                                                                | Messico                                                                | 0 – 0                                                                  | Colombia                                                               | Amichevole                                                             | -                                                                      |                                                                        |
| 26-3-2003                                                              | San Diego                                                              | Messico                                                                | 1 – 1                                                                  | Paraguay                                                               | Amichevole                                                             | -                                                                      | 49’                                                                    |
| 30-3-2003                                                              | Guadalajara                                                            | Messico                                                                | 0 – 0                                                                  | Brasile                                                                | Amichevole                                                             | -                                                                      | 24’ 73’                                                                |
| 24-7-2003                                                              | Città del Messico                                                      | Messico                                                                | 2 – 0                                                                  | Costa Rica                                                             | Gold Cup 2003 - Semifinale                                             | 1                                                                      | cap. 46’                                                               |
| 31-3-2004                                                              | Guadalajara                                                            | Messico                                                                | 2 – 0                                                                  | Costa Rica                                                             | Amichevole                                                             | -                                                                      |                                                                        |
| 19-6-2004                                                              | San Antonio                                                            | Rep. Dominicana                                                        | 0 – 10                                                                 | Messico                                                                | Qual. Mondiali 2006                                                    | 1                                                                      |                                                                        |
| 27-6-2004                                                              | Aguascalientes                                                         | Messico                                                                | 8 – 0                                                                  | Rep. Dominicana                                                        | Qual. Mondiali 2006                                                    | -                                                                      | 46’                                                                    |
| 7-7-2004                                                               | Chiclayo                                                               | Messico                                                                | 2 – 2                                                                  | Uruguay                                                                | Coppa America 2004 - 1º turno                                          | -                                                                      | cap. 27’                                                               |
| 10-7-2004                                                              | Chiclayo                                                               | Argentina                                                              | 0 – 1                                                                  | Messico                                                                | Coppa America 2004 - 1º turno                                          | -                                                                      |                                                                        |
| 18-7-2004                                                              | Piura                                                                  | Messico                                                                | 0 – 4                                                                  | Brasile                                                                | Coppa America 2004 - Quarti di finale                                  | -                                                                      | cap. 85’                                                               |
| 6-10-2004                                                              | Città del Messico                                                      | Messico                                                                | 7 – 0                                                                  | Saint Vincent e Grenadine                                              | Qual. Mondiali 2006                                                    | -                                                                      |                                                                        |
| 10-10-2004                                                             | Kingstown                                                              | Saint Vincent e Grenadine                                              | 0 – 1                                                                  | Messico                                                                | Qual. Mondiali 2006                                                    | -                                                                      |                                                                        |
| 9-2-2005                                                               | San José                                                               | Costa Rica                                                             | 1 – 2                                                                  | Messico                                                                | Qual. Mondiali 2006                                                    | -                                                                      |                                                                        |
| 27-3-2005                                                              | Città del Messico                                                      | Messico                                                                | 2 – 1                                                                  | Stati Uniti                                                            | Qual. Mondiali 2006                                                    | -                                                                      |                                                                        |
| 30-3-2005                                                              | Panama                                                                 | Panama                                                                 | 1 – 1                                                                  | Messico                                                                | Qual. Mondiali 2006                                                    | -                                                                      |                                                                        |
| 4-6-2005                                                               | Città del Guatemala                                                    | Guatemala                                                              | 0 – 2                                                                  | Messico                                                                | Qual. Mondiali 2006                                                    | -                                                                      | 72’                                                                    |
| 22-6-2005                                                              | Francoforte                                                            | Grecia                                                                 | 0 – 0                                                                  | Messico                                                                | Conf. Cup 2005 - 1º turno                                              | -                                                                      | 73’                                                                    |
| 26-6-2005                                                              | Hannover                                                               | Messico                                                                | 1 – 1 dts (5 – 6 dtr)                                                  | Argentina                                                              | Conf. Cup 2005 - Semifinale                                            | -                                                                      | 21’, 90+3’                                                             |
| 17-8-2005                                                              | Città del Messico                                                      | Messico                                                                | 2 – 0                                                                  | Costa Rica                                                             | Qual. Mondiali 2006                                                    | -                                                                      | 60’                                                                    |
| 3-9-2005                                                               | Columbus                                                               | Stati Uniti                                                            | 2 – 0                                                                  | Messico                                                                | Qual. Mondiali 2006                                                    | -                                                                      | 31’                                                                    |
| 7-9-2005                                                               | Città del Messico                                                      | Messico                                                                | 5 – 0                                                                  | Panama                                                                 | Qual. Mondiali 2006                                                    | 1                                                                      | 21’                                                                    |
| 27-5-2006                                                              | Saint-Denis                                                            | Francia                                                                | 1 – 0                                                                  | Messico                                                                | Amichevole                                                             | -                                                                      | 74’                                                                    |
| 1-6-2006                                                               | Eindhoven                                                              | Paesi Bassi                                                            | 2 – 1                                                                  | Messico                                                                | Amichevole                                                             | -                                                                      |                                                                        |
| 11-6-2006                                                              | Norimberga                                                             | Messico                                                                | 3 – 1                                                                  | Iran                                                                   | Mondiali 2006 - 1º turno                                               | -                                                                      | cap.                                                                   |
| 16-6-2006                                                              | Norimberga                                                             | Messico                                                                | 0 – 0                                                                  | Angola                                                                 | Mondiali 2006 - 1º turno                                               | -                                                                      | cap.                                                                   |
| 21-6-2006                                                              | Gelsenkirchen                                                          | Portogallo                                                             | 2 – 1                                                                  | Messico                                                                | Mondiali 2006 - 1º turno                                               | -                                                                      | cap. 63’                                                               |
| 24-6-2006                                                              | Lipsia                                                                 | Argentina                                                              | 2 – 1 dts                                                              | Messico                                                                | Mondiali 2006 - Ottavi di finale                                       | 1                                                                      | cap. 70’                                                               |
| 7-2-2007                                                               | Glendale                                                               | Stati Uniti                                                            | 2 – 0                                                                  | Messico                                                                | Amichevole                                                             | -                                                                      |                                                                        |
| 25-3-2007                                                              | Monterrey                                                              | Messico                                                                | 2 – 1                                                                  | Paraguay                                                               | Amichevole                                                             | -                                                                      |                                                                        |
| 28-3-2007                                                              | Oakland                                                                | Ecuador                                                                | 2 – 4                                                                  | Messico                                                                | Amichevole                                                             | 1                                                                      | 28’                                                                    |
| 24-6-2007                                                              | Chicago                                                                | Stati Uniti                                                            | 2 – 1                                                                  | Messico                                                                | Gold Cup 2007 - Finale                                                 | -                                                                      | cap.                                                                   |
| 27-6-2007                                                              | Puerto Ordaz                                                           | Brasile                                                                | 0 – 2                                                                  | Messico                                                                | Coppa America 2007 - 1º turno                                          | -                                                                      | cap.                                                                   |
| 1-7-2007                                                               | Maturín                                                                | Messico                                                                | 2 – 1                                                                  | Ecuador                                                                | Coppa America 2007 - 1º turno                                          | -                                                                      |                                                                        |
| 8-7-2007                                                               | Maturín                                                                | Messico                                                                | 6 – 0                                                                  | Paraguay                                                               | Coppa America 2007 - Quarti di finale                                  | -                                                                      |                                                                        |
| 11-7-2007                                                              | Puerto Ordaz                                                           | Messico                                                                | 0 – 3                                                                  | Argentina                                                              | Coppa America 2007 - Semifinale                                        | -                                                                      | 69’                                                                    |
| 12-9-2007                                                              | Boston                                                                 | Messico                                                                | 1 – 3                                                                  | Brasile                                                                | Amichevole                                                             | -                                                                      | cap.                                                                   |
| 6-2-2008                                                               | Houston                                                                | Stati Uniti                                                            | 2 – 2                                                                  | Messico                                                                | Amichevole                                                             | -                                                                      |                                                                        |
| 20-8-2008                                                              | Città del Messico                                                      | Messico                                                                | 2 – 1                                                                  | Honduras                                                               | Qual. Mondiali 2010                                                    | -                                                                      |                                                                        |
| 6-9-2008                                                               | Città del Messico                                                      | Messico                                                                | 3 – 0                                                                  | Giamaica                                                               | Qual. Mondiali 2010                                                    | -                                                                      | 44’                                                                    |
| 10-9-2008                                                              | Tuxtla Gutiérrez                                                       | Messico                                                                | 2 – 1                                                                  | Canada                                                                 | Qual. Mondiali 2010                                                    | 1                                                                      |                                                                        |
| 11-10-2008                                                             | Kingston                                                               | Giamaica                                                               | 1 – 0                                                                  | Messico                                                                | Qual. Mondiali 2010                                                    | -                                                                      | cap. 73’                                                               |
| 19-11-2008                                                             | San Pedro Sula                                                         | Honduras                                                               | 1 – 0                                                                  | Messico                                                                | Qual. Mondiali 2010                                                    | -                                                                      | 59’                                                                    |
| 11-2-2009                                                              | Columbus                                                               | Stati Uniti                                                            | 2 – 0                                                                  | Messico                                                                | Qual. Mondiali 2010                                                    | -                                                                      | 65’                                                                    |
| 10-10-2009                                                             | Città del Messico                                                      | Messico                                                                | 4 – 1                                                                  | El Salvador                                                            | Qual. Mondiali 2010                                                    | -                                                                      | 78’                                                                    |
| 3-3-2010                                                               | Los Angeles                                                            | Messico                                                                | 2 – 0                                                                  | Nuova Zelanda                                                          | Amichevole                                                             | -                                                                      |                                                                        |
| 24-5-2010                                                              | Londra                                                                 | Inghilterra                                                            | 3 – 1                                                                  | Messico                                                                | Amichevole                                                             | -                                                                      |                                                                        |
| 30-5-2010                                                              | Bayreuth                                                               | Gambia                                                                 | 1 – 5                                                                  | Messico                                                                | Amichevole                                                             | -                                                                      |                                                                        |
| 3-6-2010                                                               | Bruxelles                                                              | Italia                                                                 | 1 – 2                                                                  | Messico                                                                | Amichevole                                                             | -                                                                      | 46’                                                                    |
| 11-6-2010                                                              | Johannesburg                                                           | Sudafrica                                                              | 1 – 1                                                                  | Messico                                                                | Mondiali 2010 - 1º turno                                               | 1                                                                      |                                                                        |
| 17-6-2010                                                              | Polokwane                                                              | Francia                                                                | 0 – 2                                                                  | Messico                                                                | Mondiali 2010 - 1º turno                                               | -                                                                      | cap.                                                                   |
| 22-6-2010                                                              | Rustenburg                                                             | Messico                                                                | 0 – 1                                                                  | Uruguay                                                                | Mondiali 2010 - 1º turno                                               | -                                                                      |                                                                        |
| 27-6-2010                                                              | Johannesburg                                                           | Argentina                                                              | 3 – 1                                                                  | Messico                                                                | Mondiali 2010 - Ottavi di finale                                       | -                                                                      | cap. 28’                                                               |
| 11-8-2010                                                              | Città del Messico                                                      | Messico                                                                | 1 – 1                                                                  | Spagna                                                                 | Amichevole                                                             | -                                                                      | 27’ 57’                                                                |
| 4-9-2010                                                               | Città del Messico                                                      | Messico                                                                | 1 – 2                                                                  | Ecuador                                                                | Amichevole                                                             | -                                                                      | 40’                                                                    |
| 7-9-2010                                                               | Monterrey                                                              | Messico                                                                | 1 – 0                                                                  | Colombia                                                               | Amichevole                                                             | -                                                                      | 32’ 54’                                                                |
| 12-10-2010                                                             | Città del Messico                                                      | Messico                                                                | 2 – 2                                                                  | Venezuela                                                              | Amichevole                                                             | -                                                                      | 79’                                                                    |
| 26-3-2011                                                              | Oakland                                                                | Messico                                                                | 3 – 1                                                                  | Paraguay                                                               | Amichevole                                                             | -                                                                      |                                                                        |
| 29-3-2011                                                              | San Diego                                                              | Messico                                                                | 1 – 1                                                                  | Venezuela                                                              | Amichevole                                                             | -                                                                      | 46’                                                                    |
| 5-6-2011                                                               | Arlington                                                              | Messico                                                                | 5 – 0                                                                  | El Salvador                                                            | Gold Cup 2011 - 1º turno                                               | -                                                                      | 69’                                                                    |
| 9-6-2011                                                               | Charlotte                                                              | Messico                                                                | 5 – 0                                                                  | Cuba                                                                   | Gold Cup 2011 - 1º turno                                               | -                                                                      | 72’                                                                    |
| 12-6-2011                                                              | Chicago                                                                | Messico                                                                | 4 – 1                                                                  | Costa Rica                                                             | Gold Cup 2011 - 1º turno                                               | 1                                                                      | 70’                                                                    |
| 18-6-2011                                                              | New Jersey                                                             | Messico                                                                | 2 – 1                                                                  | Guatemala                                                              | Gold Cup 2011 - Quarti di finale                                       | -                                                                      | 85’                                                                    |
| 22-6-2011                                                              | Houston                                                                | Messico                                                                | 2 – 0 dts                                                              | Honduras                                                               | Gold Cup 2011 - Semifinale                                             | -                                                                      |                                                                        |
| 25-6-2011                                                              | Pasadena                                                               | Messico                                                                | 4 – 2                                                                  | Stati Uniti                                                            | Gold Cup 2011 - Finale                                                 | -                                                                      | 42’                                                                    |
| 10-8-2011                                                              | Filadelfia                                                             | Stati Uniti                                                            | 1 – 1                                                                  | Messico                                                                | Amichevole                                                             | -                                                                      | cap. 67’ 68’                                                           |
| 4-9-2011                                                               | Barcellona                                                             | Messico                                                                | 1 – 0                                                                  | Cile                                                                   | Amichevole                                                             | -                                                                      | cap.                                                                   |
| 11-10-2011                                                             | Torreón                                                                | Messico                                                                | 1 – 2                                                                  | Brasile                                                                | Amichevole                                                             | -                                                                      | cap. 82’                                                               |
| 29-2-2012                                                              | Miami                                                                  | Messico                                                                | 0 – 2                                                                  | Colombia                                                               | Amichevole                                                             | -                                                                      |                                                                        |
| 27-5-2012                                                              | New Jersey                                                             | Messico                                                                | 2 – 0                                                                  | Galles                                                                 | Amichevole                                                             | -                                                                      | 76’                                                                    |
| 11-10-2013                                                             | Città del Messico                                                      | Messico                                                                | 2 – 1                                                                  | Panama                                                                 | Qual. Mondiali 2014                                                    | -                                                                      | cap.                                                                   |
| 15-10-2013                                                             | San José                                                               | Costa Rica                                                             | 2 – 1                                                                  | Messico                                                                | Qual. Mondiali 2014                                                    | -                                                                      | cap. 62’                                                               |
| 30-10-2013                                                             | San Diego                                                              | Messico                                                                | 4 – 2                                                                  | Finlandia                                                              | Amichevole                                                             | 1                                                                      | cap.                                                                   |
| 13-11-2013                                                             | Città del Messico                                                      | Messico                                                                | 5 – 1                                                                  | Nuova Zelanda                                                          | Qual. Mondiali 2014                                                    | 1                                                                      | cap.                                                                   |
| 20-11-2013                                                             | Wellington                                                             | Nuova Zelanda                                                          | 2 – 4                                                                  | Messico                                                                | Qual. Mondiali 2014                                                    | -                                                                      | cap.                                                                   |
| 29-1-2014                                                              | San Antonio                                                            | Messico                                                                | 4 – 0                                                                  | Corea del Sud                                                          | Amichevole                                                             | -                                                                      | cap. 46’                                                               |
| 5-3-2014                                                               | Città del Messico                                                      | Messico                                                                | 0 – 0                                                                  | Nigeria                                                                | Amichevole                                                             | -                                                                      | cap.                                                                   |
| 2-4-2014                                                               | Glendale                                                               | Stati Uniti                                                            | 2 – 2                                                                  | Messico                                                                | Amichevole                                                             | 1                                                                      | cap.                                                                   |
| 31-5-2014                                                              | Città del Messico                                                      | Messico                                                                | 3 – 1                                                                  | Ecuador                                                                | Amichevole                                                             | -                                                                      | cap. 46’                                                               |
| 6-6-2014                                                               | Foxborough                                                             | Messico                                                                | 0 – 1                                                                  | Portogallo                                                             | Amichevole                                                             | -                                                                      | cap.                                                                   |
| 13-6-2014                                                              | Natal                                                                  | Messico                                                                | 1 – 0                                                                  | Camerun                                                                | Mondiali 2014 - 1º turno                                               | -                                                                      | cap.                                                                   |
| 17-6-2014                                                              | Fortaleza                                                              | Brasile                                                                | 0 – 0                                                                  | Messico                                                                | Mondiali 2014 - 1º turno                                               | -                                                                      | cap.                                                                   |
| 23-6-2014                                                              | Recife                                                                 | Croazia                                                                | 1 – 3                                                                  | Messico                                                                | Mondiali 2014 - 1º turno                                               | 1                                                                      | cap. 39’                                                               |
| 29-6-2014                                                              | Fortaleza                                                              | Paesi Bassi                                                            | 2 – 1                                                                  | Messico                                                                | Mondiali 2014 - Ottavi di finale                                       | -                                                                      | cap. 90+2’                                                             |
| 3-6-2015                                                               | Lima                                                                   | Perù                                                                   | 1 – 1                                                                  | Messico                                                                | Amichevole                                                             | -                                                                      | 46’                                                                    |
| 7-6-2015                                                               | San Paolo                                                              | Brasile                                                                | 2 – 0                                                                  | Messico                                                                | Amichevole                                                             | -                                                                      | 57’                                                                    |
| 12-6-2015                                                              | Viña del Mar                                                           | Messico                                                                | 0 – 0                                                                  | Bolivia                                                                | Coppa America 2015 - 1º turno                                          | -                                                                      | 63’                                                                    |
| 8-9-2015                                                               | Arlington                                                              | Argentina                                                              | 2 – 2                                                                  | Messico                                                                | Amichevole                                                             | -                                                                      | 42’ 86’                                                                |
| 10-10-2015                                                             | Pasadena                                                               | Stati Uniti                                                            | 2 – 3                                                                  | Messico                                                                | Amichevole                                                             | -                                                                      | 76’                                                                    |
| 5-6-2016                                                               | Glendale                                                               | Messico                                                                | 3 – 1                                                                  | Uruguay                                                                | Copa América Centenario                                                | 1                                                                      |                                                                        |
| 9-6-2016                                                               | Pasadena                                                               | Messico                                                                | 2 – 0                                                                  | Giamaica                                                               | Copa América Centenario                                                | -                                                                      |                                                                        |
| 3-9-2016                                                               | San Salvador                                                           | El Salvador                                                            | 1 – 3                                                                  | Messico                                                                | Qual. Mondiali 2018                                                    | -                                                                      |                                                                        |
| 12-11-2016                                                             | Columbus                                                               | Stati Uniti                                                            | 1 – 2                                                                  | Messico                                                                | Qual. Mondiali 2018                                                    | 1                                                                      |                                                                        |
| 16-11-2016                                                             | Panama                                                                 | Panama                                                                 | 0 – 0                                                                  | Messico                                                                | Qual. Mondiali 2018                                                    | -                                                                      | 73’                                                                    |
| 8-2-2017                                                               | Whitney                                                                | Messico                                                                | 1 – 0                                                                  | Islanda                                                                | Amichevole                                                             | -                                                                      | 53’                                                                    |
| 25-3-2017                                                              | Città del Messico                                                      | Messico                                                                | 2 – 0                                                                  | Costa Rica                                                             | Qual. Mondiali 2018                                                    | -                                                                      | 61’                                                                    |
| 3-6-2017                                                               | New York                                                               | Messico                                                                | 3 – 1                                                                  | Irlanda                                                                | Amichevole                                                             | -                                                                      | 68’                                                                    |
| 21-6-2017                                                              | Soči                                                                   | Messico                                                                | 2 – 1                                                                  | Nuova Zelanda                                                          | Conf. Cup 2017 - 1º turno                                              | -                                                                      | 68’                                                                    |
| 29-6-2017                                                              | Soči                                                                   | Germania                                                               | 4 – 1                                                                  | Messico                                                                | Conf. Cup 2017 - Semifinale                                            | -                                                                      | 66’                                                                    |
| 2-7-2017                                                               | Mosca                                                                  | Portogallo                                                             | 2 – 1                                                                  | Messico                                                                | Conf. Cup 2017 - Finale 3º posto                                       | -                                                                      | 106’                                                                   |
| 3-6-2018                                                               | Città del Messico                                                      | Messico                                                                | 1 – 0                                                                  | Scozia                                                                 | Amichevole                                                             | -                                                                      | 46’                                                                    |
| 9-6-2018                                                               | Brøndby                                                                | Danimarca                                                              | 2 – 0                                                                  | Messico                                                                | Amichevole                                                             | -                                                                      | 46’                                                                    |
| 17-6-2018                                                              | Mosca                                                                  | Germania                                                               | 0 – 1                                                                  | Messico                                                                | Mondiali 2018 - 1º turno                                               | -                                                                      | 74’                                                                    |
| 23-6-2018                                                              | Rostov sul Don                                                         | Corea del Sud                                                          | 1 – 2                                                                  | Messico                                                                | Mondiali 2018 - 1º turno                                               | -                                                                      | 68’                                                                    |
| 2-7-2018                                                               | Samara                                                                 | Brasile                                                                | 2 – 0                                                                  | Messico                                                                | Mondiali 2018 - Ottavi di finale                                       | -                                                                      | cap. 46’                                                               |
| Totale                                                                 |                                                                        | Presenze (4º posto)                                                    | 147                                                                    |                                                                        | Reti                                                                   | 19                                                                     |                                                                        |

### Record
- Calciatore col maggior numero di Mondiali disputati (5, a pari merito con Antonio Carbajal, Lothar Matthäus, Gianluigi Buffon, Lionel Messi e Cristiano Ronaldo).[26]

## Palmarès

### Club

#### Competizioni nazionali
- Campionato francese: 1

Monaco: 1999-2000
- Supercoppa francese: 1

Monaco: 2000
- Coppa di Lega francese: 1

Monaco: 2002-2003
- Campionato spagnolo: 4

Barcellona: 2004-2005, 2005-2006, 2008-2009, 2009-2010
- Supercoppa di Spagna: 3

Barcellona: 2005, 2006, 2009
- Coppa di Spagna: 1

Barcellona: 2008-2009
- Campionato messicano: 2

León: Apertura 2013, Clausura 2014

#### Competizioni internazionali
- UEFA Champions League: 2

Barcellona: 2005-2006, 2008-2009
- Supercoppa UEFA: 1

Barcellona: 2009
- Coppa del mondo per club: 1

Barcellona: 2009

### Nazionale
- Confederations Cup: 1

1999
- Gold Cup: 2

2003, 2011